# Reinhold Lawnick
Reinhold Lawnick (* 29. Oktober 1902 in Hagenau im Elsass; † 1995) war ein deutscher Ingenieur und Funktionär der NSDAP.

## Leben
Der Journalist und Historiker Frank Schrader schrieb in seinem 2017 erschienenen Beitrag Die NSDAP-Kreisleiter in Wolfach über Lawnick: 

„Nach dem Ende des Ersten Weltkrieges, als das Elsass wieder zu Frankreich gehörte, wurde Lawnick 1919 zusammen mit seinen Eltern nach Deutschland ausgewiesen. Er absolvierte eine Ausbildung zum Maschineningenieur. Bereits am 1. Oktober 1928 trat er der NSDAP bei und zählte damit zu den „alten Kämpfern“ der Bewegung.“

Für 10- und 15-jährige Mitgliedschaft in der NSDAP erhielt Lawnick 1938 die Bronze- und 1943 die Silbermedaille der Partei.
In der Sturmabteilung (SA), der er seit dem 1. Dezember 1933 angehörte, erreichte er den Rang eines Obersturmbannführers. Er übernahm am 1. Januar 1934 hauptamtlich die SA-Standarte 393 in Vacha (Wartburgkreis, Thüringen), wurde am 1. Oktober 1934 nach Heiligenstadt (Landkreis Eichsfeld, Thüringen) versetzt und am 1. Januar 1935 zum Führer der SA-Standarte 437 Mühlhausen/Thüringen ernannt.

In Schraders oben genanntem Beitrag heißt es weiterhin wörtlich: 

„Als „Junker“ (Lehrgangsteilnehmer) besuchte er vom 1. Mai 1936 bis zum 1. Juni 1937 die NS-Ordensburg Vogelsang in der Eifel, eine Elite-Schule für die weltanschaulich-militärische Ausbildung des Nachwuchses des NSDAP-Führungskaders. Die insgesamt rund 2000 Absolventen der Ordensburgen zählten zu den skrupellosesten und fanatischsten NS-Führern.“

Lawnick wechselte anschließend als Leiter des technischen Büros, Lehrer und Kameradschaftsführer auf die NS-Ordensburg Sonthofen im Allgäu. 
Im Zweiten Weltkrieg nahm Lawnick vom 29. August 1939 bis zum 23. Dezember 1940 als Leutnant am Polen- und Frankreichfeldzug teil. Als ehemaligen Elsässer ernannte ihn Gauleiter Robert Wagner mit Wirkung vom 15. Oktober 1940 zum Leiter des NSDAP-Kreises Weißenburg (Elsass); er stieg dort zum NSDAP-Hauptabschnittsleiter auf.
Im Oktober 1942 übernahm er das Amt des Wolfacher NSDAP-Kreisleiters. Da gemäß eines Führererlasses hauptamtliche Politische Leiter der „jüngeren Jahrgänge zumindest einen sechsmonatigen Fronteinsatz im Osten nachzuweisen“ hatten, beantragte Gauleiter Wagner zum 15. November 1944 die Aufhebung der Unabkömmlichstellung Lawnicks und ernannte Alfred Schweickhardt als dessen Nachfolger. 
Lawnick geriet am 29. April 1945 in Kaufbeuren in amerikanische Kriegsgefangenschaft und war in den Lagern Böhl („PW-Camps“, Rheinwiesenlager PWTE C1, Rhein-Pfalz-Kreis, Rheinland-Pfalz), Saint Avold („CCPWE 27“, Département Moselle, Lothringen), Ludwigsburg („IC.“ Nr. 74 (Oßweil), 81) und zuletzt in Darmstadt („Civil Internment Enclosure 91“) interniert. Laut der „Amerikanischen Interniertenkartei“ war er als Kreisleiter für „Menschenbetreuung“ und „Wiederaufbau für Industrie und Landwirtschaft“ tätig und wohnte zuletzt in Gutach (Schwarzwaldbahn).
Am 22. April 1947 stellte die Kreisstelle Wolfach des Badischen Landesamts für kontrollierte Vermögen mit sofortiger Wirkung gemäß dem Gesetz Nr. 52 über die Sperre und Beaufsichtigung von Vermögen, allgemeine Vorschrift Nr. 1 Ziffer 29, das Vermögen des noch in Darmstadt internierten Lawnick und seiner Familie „einschl. aller Bestandteile und Zubehör“ unter die Kontrolle des Landesamts, da er Kreisleiter gewesen war. Nach der Rückkehr Lawnicks in Kirnbach beantragte er am 5. Juni 1949 die Aufhebung der Vermögenskontrolle. Dies wurde ihm schließlich am 25. Juni 1949 bewilligt.
Als hauptamtlicher SA-Standartenführer, Leiter des technischen Büros einer Ordensburg und Kreisleiter stufte ihn die Spruchkammer bei ihrer Entscheidung am 26. Februar 1949 als Schuldigen und „wesentlichen Förderer des NS“ ein, was laut Urteilsspruch durch seine „Beleihung mit 2 Dienstauszeichnungen der NSDAP, welche bekannterweise nicht allein durch Zeitablauf, sondern nur bei Hinzutreten aktiver Verdienste auf Vorschlag verliehen wurden“, bestätigt werde. Außerdem vertrat er die Nazigewaltmethoden, da er während seiner Amtszeit Franz Wilhelm Walter, einen Großhändler in Glasmessgeräten, mit „Erschießen gedroht“ und diesen außerdem aus dem Kreis Wolfach verwiesen habe. Da er keine Zuwendungen erhielt, die über sein Einkommen als hauptamtlicher Parteifunktionär hinausgingen, wurde er nicht als „Nutznießer der NS-Zeit“ eingestuft.
Aufgrund des Artikels 17 der Landesverordnung vom 29. März 1947 wurden für Lawnick die folgenden Sühnemaßnahmen für eine Dauer von fünf Jahren, beginnend mit dem 1. Juni 1945, verhängt:
a. Unfähig, ein öffentliches Amt zu bekleiden, einschl. das des Notars und des Rechtsanwaltes.
b. Verlust der gesetzlichen Ansprüche auf die Pension, Rente oder Unterstützung, die aus öffentlichen Mitteln bezahlt werden.
c. Verlust des Wahlrechts, der Wählbarkeit und des Rechts, sich irgendwie politisch zu betätigen und einer politischen Partei als Mitglied anzugehören.
d. Verbot, Mitglied einer Gewerkschaft oder einer wirtschaftlichen oder beruflichen Vereinigung zu sein.
Die offizielle Berufungsfrist gegen das Urteil ließ Lawnick verstreichen, richtete jedoch am 5. Februar 1950 ein Gnadengesuch an den badischen Ministerpräsidenten Leo Wohleb, das durch den Gnadenausschuss am 3. August 1950 bewilligt wurde.